# 蘇克雷市 (特魯希略州)

蘇克雷市（西班牙語：Municipio Sucre），是委內瑞拉的一個市，位於該國西部特魯希略州，首府設於薩瓦納德門多薩，始建於1605年，面積214平方公里，海拔高度122米，2001年人口24,939，人口密度每平方公里116.54人。